# (441) Bathilde
(441) Bathilde – planetoida z grupy pasa głównego asteroid okrążająca Słońce w ciągu 4 lat i 257 dni w średniej odległości 2,81 j.a. Została odkryta 8 grudnia 1898 roku w Observatoire de Nice w Nicei przez Auguste Charloisa. Pochodzenie nazwy planetoidy nie jest znane. Przed jej nadaniem planetoida nosiła oznaczenie tymczasowe (441) 1898 ED.